# Papežská rada pro kulturu
Papežská rada pro kulturu (lat.: Pontificium Consilium de Cultura) byla v letech 1982 - 2022 dikasteriem římské kurie. 

## Stručná historie
Byla zřízena Janem Pavlem II. 20. května 1982. Z motu proprio Inde a Pontificatus z 25. března 1993 byla sloučena s Radou pro dialog s nevěřícími, která vznikla v roce 1965. Benedikt XVI. v roce 2012 nejprve s touto radou sloučil Papežskou komisi pro kulturní dědictví církve  a posléze jí podřídil nově vzniklou Papežskou latinskou akademii.
Rada byla zrušena k 5. červnu 2022, kdy vstoupila v účinnost apoštolská konstituce Praedicate Evangelium a její kompetence byly přiděleny nově vzniklému Dikasteriu pro kulturu a vzdělávání.

## Prezidenti
- 1982–1988: Gabriel-Marie Garrone
- 1988–2007: Paul Poupard
- 2007-2022: Gianfranco Ravasi